# Монограмма «Царь»
Монограмма «Царь» — монограмма XVI века.
Црь (цр҃ь) — принятое в Древней Руси (России) сокращение слова «царь». Сверху стоит титло, которое обозначает пропуск буквы или нескольких букв, в данном случае гласной а.
Монограмма представляет собой красивое соединение (переплетение) трех букв (смотрите рисунок). Без раскраски трудно понять, что изображено на рисунке. Бросается в глаза буква З, которой здесь, вроде бы, не должно быть. Дело в том, что в скорописи XVII века есть начертания буквы Ь (смотрите рисунок), которые при некотором вольном продолжении вполне доходят до З-образного изображения.